# Il dio delle nebbie
Il dio delle nebbie è un romanzo dello scrittore scozzese Alan Campbell, il secondo della trilogia Codice Deepgate. Si tratta di un'opera che mischia dark fantasy, new weird, steampunk e bangsian fantasy.
Alcuni elementi del romanzo sono ispirati alla Divina Commedia.

## Trama
Dopo la grande battaglia di Deepgate, la città è stata soggiogata. Gran parte delle catene che la tengono sospesa sopra l'Abisso hanno ceduto e il Tempio sembra ormai sul punto di precipitare nelle profondità della terra.
Anche Dill è impotente e rassegnato: a causa della morte di Ulcis, le anime intrappolate nell'Abisso stanno invadendo Deepgate, portando morte e distruzione. L'unico essere che potrebbe fronteggiare questa minaccia è Cospinol, il dio della nebbia, ma il giorno del suo arrivo è ancora lontano e la città è ormai soffocata da una spirale di violenza.

## Personaggi principali
- Dill
- Rachel Hael
- John Anchor
- Alice Harper
- Cospinol
- Menoa
- Hasp
- Mina Greene
- Jack Caulker
- Sillister Trench

## Edizioni
- Alan Campbell, Il dio delle nebbie, Editrice Nord, 2008,  p. 399, ISBN 9788842914723.

- Alan Campbell, Il dio delle nebbie, TEA, 2011,  p. 399, ISBN 9788850224579.